# Prat de Comte

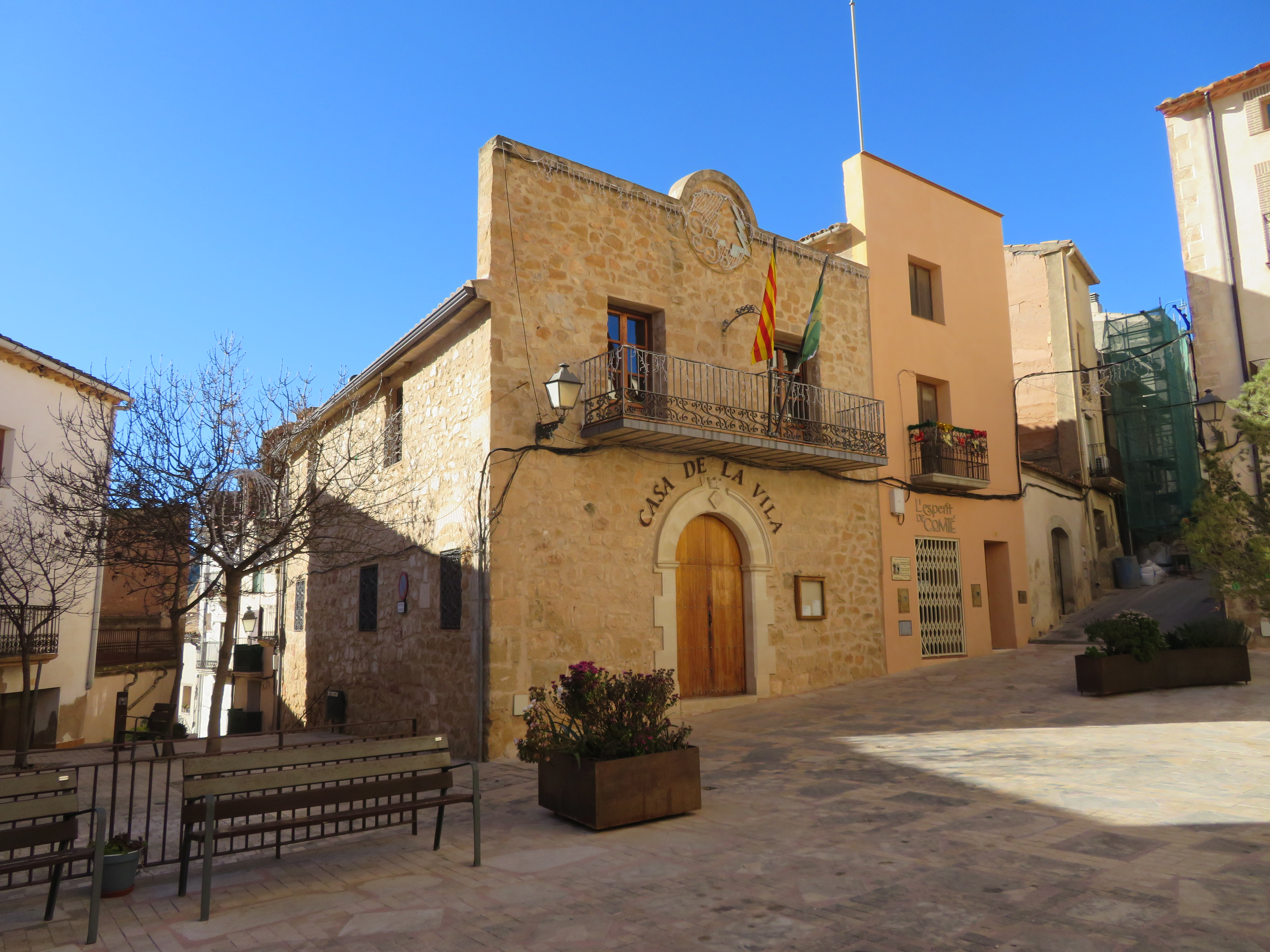
Prat de Comte

Prat de Comte è un comune spagnolo di 188 abitanti situato nella comunità autonoma della Catalogna.